# Wichita Falls, Teksas
Wichita Falls je grad u američkoj saveznoj državi Teksas. Upravno je sjedište okruga Wichita. Nalazi se na sjeveru države, 25 km od granice Teksasa i Oklahome te 220 km sjeverozapadno od Dallasa.
Oko 8 km sjeverno od centra grada nalazi se zrakoplovna baza Sheppard.
Wichita Falls nazvan je prema slapovima rijeke Wichite (eng. falls = "slapovi"), koji su uništeni u poplavi 1886. godine. Prema popisu stanovništva iz godine 2000. Wichita Falls je imao 104.197 stanovnika, čime je bio 24. grad po brojnosti u Teksasu.

## Gradovi prijatelji
- Fürstenfeldbruck, Njemačka

## Vanjske poveznice
- Službena stranica  Arhivirana inačica izvorne stranice od 1. siječnja 2010. (Wayback Machine) (engl.)

### Ostali projekti
|  | Zajednički poslužitelj ima stranicu o temi Wichita Falls, Teksas |